# Кюнен, Авраам
Авраам Кюнен (нидерл. Abraham Kuenen; 1828—1891) — голландский реформатский богослов.

## Биография
Кюнен родился 16 сентября 1828 г. в Харлеме (Северная Голландия). Был профессором в Лейдене, являлся представителем критического направления в богословии и, вместе с Корнелисом Петером Тиле и Яном Хендриком Схольтеном, был предводителем «новых» в Голландии; получил известность в связи с работами по критике Ветхого Завета и истории еврейской религии, в которых он во многом высказывает мысли, сходные с Велльгаузеном.
Скончался 10 декабря 1891 г. в Лейдене.

## Сочинения
- «Liber Geneseos» (Лейден 1851),
- «Libri Exodi et Levitici secundum Arabicam Pentat. Samar. verslonem ab Abu-Saïdo conscriptam» (там же, 1854),
- «Historisch-Kritisch Onderzoek naar het entstaen en de verzameling van de bocken des Ouden Verbonds» (там же, 1861—1865 и 1885—1889),
- «De godsdienst van Israel tot den ondergang vau den Joodschen. Staat» (Харлем, 1869—1870),
- «De profeten en de profetie onder Israil» (Лейден, 1875),
- «National religions and universal religion» (Лондон, 1882).